# Gian Maria Gazzaniga
Gian Maria Gazzaniga (Codevilla, 6 giugno 1927 – Retorbido, 11 agosto 2009) è stato un giornalista italiano.

## Biografia
Firma storica del giornalismo sportivo italiano, nella sua carriera lavorò per Tuttosport, Il Giorno (chiamato da Gianni Brera per seguire il calcio), il Giornale e Libero.
Partecipò come ospite a popolari trasmissioni sportive locali e nazionali, tra cui Il processo di Biscardi, e al programma radiofonico Ho perso il trend con Ezio Luzzi ed Ernesto Bassignano.